# Telotoma hayesii
Telotoma hayesii är en skalbaggsart som först beskrevs av Hope 1833.  Telotoma hayesii ingår i släktet Telotoma och familjen långhorningar. Inga underarter finns listade i Catalogue of Life.